# Добровольная дружина (Беларусь)
Добровольная дружина (бел. Добраахвотная дружына) — объединение граждан Республики Беларусь, принимающее участие в охране правопорядка. Оказывает помощь милиции в поддержании общественного порядка, а также сотрудничает с МЧС и пограничниками. Свою деятельность дружина осуществляет на улицах городов, государственной границе, транспортных станциях, предприятиях, ВУЗах и т. п.

## История
Практика привлечения в помощь правоохранителям дружин широко применялась в СССР, но с его распадом взаимодействие силовиков и общественности почти прекратилось. На это имелись различные причины, такие как финансовые трудности, реформирование законодательства, реформы органов внутренних дел. Дружины во многих бывших советских республиках практически исчезли, но в Беларуси их удалось сохранить.
Чиновники выработали для них правовую базу. Деятельность добровольных дружин регламентируется Законом «Об участии граждан в охране правопорядка» от 26.06.2003 №214-З (в ред. Законов Республики Беларусь от 28.12.2009 №78-З, от 04.01.2014 №122-З).
По данным Государственного пограничного комитета Республики Беларусь, в 2008 году около 30 % нарушителей границы задерживалось при участии волонтёров. За 2016 год они выходили на дежурства порядка 6,7 тысяч раз. С участием членов объединения было пресечено более 4,3 тысячи правонарушений.
В октябре 2020 года белорусская милиция привлекла дружины для борьбы с протестным движением. В дальнейшем, в связи с напряжённой ситуацией в регионе, у многих жителей страны появился интерес к участию в подобных формированиях. В 2021 году члены добровольческих отрядов совместно с сотрудниками органов внутренних дел совершили более 25 тысяч патрулей, сопровождали 1723 пассажирских поезда, следовавших по территории республики, приняли участие в 468 рейдах, в ходе которых с участием дружинников задержано 695 правонарушителей.
В феврале 2022 года дружины участвовали в поддержании порядка при проведении конституционного референдума.

## Обзор
Основной задачей объединения является содействие правоохранительным органам, органам и подразделениям по чрезвычайным ситуациям, органам пограничной службы в охране правопорядка. Дружины оказывают значительную помощь милиции в охране общественного правопорядка, в частности проводят совместные дежурства на улицах, в торговых центрах, в районе водоёмов и пляжей и при проведении культурно-массовых мероприятий. На патрулировании, как правило, на двух дружинников приходиться один сотрудник ведомства. Свою деятельность добровольцы осуществляют в свободное время, в основном вечером.
В сферу деятельности дружины также входит профилактика правонарушений и преступлений. Так, например, они вместе с участковыми инспекторами милиции участвуют в проверках лиц, состоящих на различных видах учёта, в проверке семей, находящихся в социально-опасном положении, проведении воспитательной работы с лицами, допускающими правонарушения. Кроме того, объединение может привлекаться к ликвидации чрезвычайных ситуаций.
Для организации оперативной деятельности формирования закреплены за общественными пунктами охраны правопорядка по месту расположения предприятий или организаций. Добровольную дружину возглавляет командир, которого общее собрание дружинников избирает открытым голосованием на два года. От кандидатов в члены отряды требуется подать заявление и пройти испытательный срок. Дружинниками могут стать люди старше 18 лет — работающие, студенты или военные пенсионеры. У волонтёров обязательно должны быть удостоверение, нагрудный знак и красная повязка на руке.
Члены отрядов обладают правами внештатных сотрудников милиции. Дружины могут работать также в различных учреждениях. Например, в Гродненском троллейбусном управлении есть свой отряд: контролёры наделены полномочиями членов объединения и имеют возможность задерживать безбилетников до приезда правоохранителей. Формирования также можно встретить на различных транспортных станциях, вузах, предприятиях.

## Состав
На 2008 год было сформировано 178 отрядов, в которых участвовало около 2 тыс. граждан.
На 2020 год в Беларуси действовало 334 дружины, из которых 150 приходились на Гомельскую область.
Все отряды формируются на базе предприятий, организаций либо учреждений. Существуют территориальные добровольные дружины (ТДД), как, например, в БГПУ имени Максима Танка, МЗКТ и МАЗ, и производственные добровольные дружины (ПДД), как в БГЭУ и МПЗ.
В составе формирований действуют специализированные подразделения — Молодёжные отряды охраны правопорядка (МООП), членство которых автоматически даёт членство в дружине.

## Анализ
Кандидат юридических наук А. Игнатюк в совместной статье с С. Колёско отмечал, что дружины оказывают значительную помощь силовикам в охране общественного правопорядка. Использование их потенциала позволяет расширить участки патрулирования сотрудников милиции и обеспечить их присутствие именно в тех местах, где наиболее вероятно совершение правонарушений. Однако в то же время у белорусских дружин имеется серьёзный недостаток — малая численность, вызванная недостаточной активностью населения, особенно в сравнении с советским периодом деятельности формирований. По их мнению, это могло быть связано с недостаточными мерами для стимулирования и поощрения граждан за участие в охране правопорядка, поскольку данная система не конкретизирована и носит декларативный характер.